# 야마시타 다이키
야마시타 다이키(山下大輝, 1989년 9월 7일 ~ )는 일본의 남자 성우이다. 아트비전 소속.
시즈오카현 출신.

## 작품
굵은 글씨는 주인공이다.
- 죽은 자의 제국 - 니콜라이 크라소트킨
- 겁쟁이 페달 - 오노다 사카미치
- 나의 히어로 아카데미아 - 미도리야 이즈쿠
- 나의 히어로 아카데미아 더 무비: 두 명의 히어로 - 미도리야 이즈쿠
- 앙상블 스타즈! - 사쿠마 리츠
- 도라에몽 노비타의 보물섬 - フロック
- 녹풍당의 사계절 - 나카오 츠바키
- 테이스티 사가 - 오므라이스
- 아이돌 마스터 사이드M - 네코야나기 키리오
- 포켓몬스터 (2019년 애니메이션) - 고우
- 귀멸의 칼날 - 유시로
- 표류단지 - 타치바나 유즈루